# Mia Diekow
Mia Diekow (* 1986 in Hamburg) ist eine deutsche Synchronsprecherin, Hörspielsprecherin, Hörbuchsprecherin, Sängerin, Songwriterin und Musikproduzentin sowie selbst betroffene Aktivistin für Patientinnen und Patienten mit ME/CFS und Post-COVID-Syndrom.

## Leben
Bereits als Kind war Diekow als Synchronsprecherin tätig. Sie ist auch als Sängerin aktiv. Ihr Debütalbum mit dem Titel Die Logik liegt am Boden erschien am 27. Juli 2012, produziert von ihr und Philipp Schwär. 2018 erschien ihr zweites Album Ärger im Paradies, das sie selbst produzierte. Die Drehbücher für ihre Videos verfasste Diekow selbst.
Sie war eine von zwölf Kandidaten, die am 14. Februar 2013 bei Unser Song für Malmö, dem deutschen Vorentscheid zum Eurovision Song Contest 2013, antraten.
2020 erkrankte Diekow nach eigenen Angaben infolge einer SARS-CoV-2-Infektion an ME/CFS und POTS. Seither engagiert sie sich bei der gesundheitspolitischen Organisation Long COVID Deutschland, deren Gründungsmitglied Diekow ist. In einem Beitrag des WDR 5, Long Covid und ME/CFS – Krimi um eine Krankheit, sprach Diekow 2022 über ihre Erfahrungen mit der Marginalisierung von ME/CFS im Gesundheitswesen und der Politik. Sie forderte Forschung, Aufklärungsmaßnahmen und bessere Versorgungsstrukturen. Im Rahmen des Engagements für Betroffene traf sie u. a. Politikerinnen und Politiker, wie Gesundheitsminister Karl Lauterbach, Katrin Göring-Eckardt und Stefan Schwartze. Diekow nahm an den Runden Tischen „Long Covid“ des Bundesgesundheitsministeriums am 12. September 2023 und 4. Dezember 2023 teil, um die Interessen von Long-COVID- und ME/CFS-Betroffenen zu vertreten.
Gemeinsam mit der Deutschen Gesellschaft für ME/CFS und mit Unterstützung von ME/CFS-Expertinnen der Charité und der TU München drehte und veröffentlichte sie Aufklärungsvideos zu dem Symptom Post-Exertional Malaise und dem Krankheits- und Aktivitätsmanagement Pacing. Für das Projekt mis(s)understood bodies veröffentlichte Diekow gemeinsam mit der Designerin Julia Vanessa Maier 2023 den Kurzfilm mia über ihre ME/CFS-Erkrankung.
2024 erschien Diekows drittes selbst produziertes Album Ich Habe Mich Getroffen. Dieses sollte bereits im Sommer 2020 veröffentlicht werden, konnte krankheitsbedingt aber erst 2024 mit Unterstützung ihrer Fans durch Crowdfunding erscheinen. Ihr Musikvideo zur Single OK widmete Diekow den ME/CFS-Forscherinnen Carmen Scheibenbogen und Uta Behrends.

## Synchronarbeiten (Auswahl)
Jena Malone
- 2002: als Ashley in Die Tote im Sumpf
- 2007: als Frankie in Ein Song zum Verlieben

Yasmin Paige
- 2007: als Petrova Fossil in Ballet Shoes
- 2015: als Ruth Rosen in Glue

Sophie Rundle
- 2012: als Lucy in The Bletchley Circle
- 2020: als Jean in The Midnight Sky

Meganne Young
- 2020: als Rachel in The Kissing Booth 2
- 2021: als Rachel in The Kissing Booth 3

Grey DeLisle
- 2011–2013: als Kitty Katswell in T.U.F.F. Puppy
- 2015: als Lerk in Wir sind die Croods!
- 2016: als Wonder Woman in LEGO DC Comics Super Heroes: Justice League – Cosmic Clash

### Filme
- 1997: Chloe Newsome als Paulette in Die Scharfschützen – 14. Waterloo
- 2004: Yūka Nanri als Sayuri Sawatari in The Place Promised In Our Early Days
- 2005: Vahina Giocante als Stella in Riviera
- 2008: Adélaïde Leroux als Minouche in Séraphine
- 2009: Zoe Kazan als Tammy Greenwood in Mein fast perfekter Valentinstag
- 2009: Jessica Chastain als Sally Ann in Stolen
- 2009: Anna Alkiomaa als Anna in Snuff Massacre
- 2009: Ida Elise Broch als Katrine Halsnes in Der Mann, der Yngve liebte
- 2012: als Bibermädchen Fritzi in Der kleine Rabe Socke
- 2013: Frédérique Bel als Ariane in Fais-moi-plaisir!
- 2014: als Prinzessin Rose in Der 7bte Zwerg
- 2014: Sallie Harmsen als Lisa in Die Heineken Entführung
- 2014: Laura Smet als Margot in Eden – Lost in Music
- 2015: Dianna Agron als Dalia in Zipper – Geld. Macht. Sex. Verrat.
- 2015: Anne Watanabe als O-Ei in Miss Hokusai
- 2015: als Bibermädchen Fritzi in Der kleine Rabe Socke – Das große Rennen
- 2013: Shailene Woodley als Aimee in The Spectacular Now
- 2017: Rosario Dawson als Diana Prince / Wonder Woman in Justice League Dark
- 2017: Tsubasa Honda als Winry Rockbell in Fullmetal Alchemist (Netflix)
- 2018: Jennifer Carpenter als Selina Kyle in Batman: Gotham by Gaslight
- 2019: Adèle Haenel als Héloïse in Porträt einer jungen Frau in Flammen
- 2019: Idara Victor als Krankenschwester Gerhad in Alita: Battle Angel
- 2020: Yakari in Yakari

### Serien
- 2003–2018: Isla Fisher als Rebel Alley in Arrested Development
- 2004: Leighton Meester als Ali in Dr. House
- 2005: Paloma Kwiatkowski als Magda Peterson in Supernatural
- 2005: Carey Mulligan als Sally Sparrow in Doctor Who
- 2005–2017: als Yakari in Yakari
- 2006: Melanie Tonello als Lizbeth in Captain Flamingo
- 2007: Alice Hunter als Tiffany in H2O – Plötzlich Meerjungfrau
- 2007–2017: Naruto: Megumi Toyoguchi als Hotaru Tsuchigumo in Naruto Shippuden (1. Stimme, Staffel 7)
- 2008: Dana Davis als Felicia Jones in The Nine – Die Geiseln
- 2008: Emily Robins als Alex Wilson in Elephant Princess
- 2008–2011: Vicky Longley als Emma Norton in Genie in the House
- 2008–2016: Pierre Casanova als Yakari in Yakari
- 2009: Romola Garai als Emma in Emma
- 2009: Ashley Spillers als Homeland Security Specialist Sydney Jones in Navy CIS: L.A.
- 2009–2010: Olivia Tennet als Doktor K in Power Rangers RPM
- 2012: Louisa Connolly-Burnham als Avril Fox in Call the Midwife – Ruf des Lebens
- 2012–2014: Josephine Alhanko als Flash / Florentine in Real Humans – Echte Menschen
- 2013: Clémence Poésy als Elise Wassermann in The Tunnel – Mord kennt keine Grenzen
- 2013: Britt Irvin (als Courtney Whitmore/Stargirl) in Smallville
- 2013–2017: Paloma Kwiatkowski als Cody Brennan in Bates Motel
- 2014: Sasheer Zamata als Asra in Transparent
- 2014: Megan Ketch als Shelby Rayder in Reckless
- 2014: Adrienne Warren als Carrie Waylan in Black Box
- 2014: Sarah Allen als Catherine Lariviere in 19-2
- 2014: Maggie Geha als Ivy Pepper in Gotham
- 2014: Eve Hewson als Lucy Elkins in The Knick
- 2014–2016: Irena Miliankowa als Silwija Welewa („Sunny“) in Undercover
- 2015: Candi Milo als Ziege in Schwein Ziege Banane Grille
- 2015: Jaina Lee Ortiz als Det. Annalise Villa in Rosewood
- 2015: Emily Chang als Ivy in Vampire Diaries
- 2015: Hayley Sales als Emily in Supergirl
- 2016: Katherine Barrell als Nicole Haught in Wynonna Earp
- 2016: Ruby Modine als Sierra in Shameless
- 2016: Jacqueline Byers als Nora Bryce in Ascension
- 2016: Kimberly Brooks als Jumpy in The Stinky & Dirty Show
- 2016: Ali Liebert als Krankenschwester Lindsey Carlisle in Legends of Tomorrow
- 2017: Katharina Sporrer als Käte Hirschberg in Genius: Einstein
- 2017: Katelyn Tarver als Rachel Davis in Famous in Love
- 2017–2020: Meaghan Rath als Tani Rey in Hawaii Five-0
- 2017: Sus Wilkins als Denise Hansen in Countdown Copenhagen
- 2017: Kate Micucci als Nicky in DuckTales
- 2017: Madeline Zima (als Tracey) in Twin Peaks
- 2017: Wunmi Mosaku als DC Teri Donoghue in The End of the F***ing World
- 2017: Sarah Styles als Gladys in Get Shorty
- 2017: Gayle Rankin als Sheila the She-Wolf in GLOW
- 2017–2021: Miyuki Sawashiro als Ur in Fairy Tail
- Seit 2017: Yumarie Morales als Bridget in S.W.A.T. (Fernsehserie, 1 Folge)
- seit 2018: Lego Friends – Freundinnen auf Mission als Mia
- 2018: Maya Kazan als Laura Hurley in Mosaic
- 2018: Jaina Lee Ortiz als Andrea 'Andy' Herrera in Seattle Firefighters – Die jungen Helden
- 2018: Mai Aizawa als Minene Uryuu in Mirai Nikki
- 2019: Colby Minifie als Ashley Barret in The Boys
- 2019: Diane Guerrero als Crazy Jane in Doom Patrol
- 2020: Meaghan Rath als Tani Rey in Magnum P.I.
- 2020: Jessica McKenna als Ensign Barnes in Star Trek: Lower Decks
- 2016: Backstage als Carly

### Computerspiele
- Tali’Zorah nar Rayya in Mass Effect 2
- Tali’Zorah nar Rayya in Mass Effect 3
- Laura in Lauras Tierklinik (2005)
- Cat Taber als Mission Vao in Star Wars: Knights of the Old Republic
- Vanessa in My Boyfriend 2
- Cleo in Cleo: A Pirate’s Tale

## Hörspiele & Hörbücher (Auswahl)
- 2003: Folge 52 Fünf Freunde  … und das Phantom von Sherwood Forest (als Lumpen-Jo)
- 2007: Folge 74 Fünf Freunde … verfolgen den Wilderer (als Jo)
- seit 2009: ab Folge 1 Die drei !!! (als Kim Jülich)
- 2016–2022: Folgen 5–40 in Oscar Wilde & Mycroft Holmes (als Violet Ishiguro)
- 2019: Die drei ???: Folge 198 Die Legende der Gaukler (als Wahrsagerin Susannah)
- 2020: Karoline Sander: Connis großer Adventskalender, Hörbuch Hamburg & BookBeat, ISBN 978-3-8449-2520-3
- 2023: Anja Wagner: Magic Agents – In Dublin sind die Feen los!, cbj audio (Random House Audio), ISBN 978-3-8371-6383-4 (Die Magic-Agents-Reihe 1)
- 2024: Anja Wagner: In Stockholm stehen die Trolle kopf!, cbj audio (Random House Audio) & Audible, ISBN 978-3-8371-6692-7 (Magic Agents 3)
- 2025: Anja Wagner: In Barcelona flippen die Drachen aus! - Eine magische Agentin auf ihrer vierten Mission, cbj audio, ISBN 978-3-8371-2781-2 (Die Magic-Agents-Reihe 4)

## Musik
Alben
- 2012: Die Logik liegt am Boden
- 2018: Ärger im Paradies
- 2024: Ich Habe Mich Getroffen